# بروميد السترونتيوم
بروميد السترونتيوم هو مركب لاعضوي للسترونتيوم، صيغته الكيميائية SrBr2، ويوجد في الشروط القياسية على هيئة صلب عديم اللون.
يوجد من المركب شكل مائي على هيئة سداسي هيدرات SrBr2·6H2O.

## التحضير
يحضر هذا المركب من تفاعل تشكيل الملح بين هيدروكسيد السترونتيوم وحمض الهيدروبروميك:
{\displaystyle \mathrm {Sr(OH)_{2}+2\ HBr\longrightarrow SrBr_{2}+2\ H_{2}O} }
أو من تفاعل الكربونات مع ذات الحمض:
{\displaystyle \mathrm {SrCO_{3}+2\ HBr\longrightarrow SrBr_{2}+H_{2}O+CO_{2}\uparrow } }
وتعطي هذه التفاعلات  الشكل المائي سداسي الهيدرات.

## الخواص
يوجد المركب في الشروط القياسية على هيئة صلب عديم اللون، وهو مركب ذو انحلالية جيدة جداً في الماء. كما ينحل أيضاً في الإيثانول.